# Callianthemoides semiverticillatus
Callianthemoides semiverticillatus là một loài thực vật có hoa trong họ Mao lương. Loài này được (Phil.) Tamura mô tả khoa học đầu tiên năm 1992.